# Drosophila bromeliae
Drosophila bromeliae este o specie de muște din genul Drosophila, familia Drosophilidae, descrisă de Sturtevant în anul 1921. Conform Catalogue of Life specia Drosophila bromeliae nu are subspecii cunoscute.